# Moers
Moers település Németországban, azon belül Észak-Rajna-Vesztfália tartományban. Lakosainak száma 105 606 fő (2023. december 31.). Moers Kamp-Lintfort és Neukirchen-Vluyn községekkel határos.

## Népesség
A település népességének változása:
| Lakosok száma | 101 511 | 107 816 | 103 949 | 103 725 | 103 725 | 105 287 | 105 606 |
|               | 1975    | 2012    | 2017    | 2019    | 2021    | 2022    | 2023    |